# ノギス

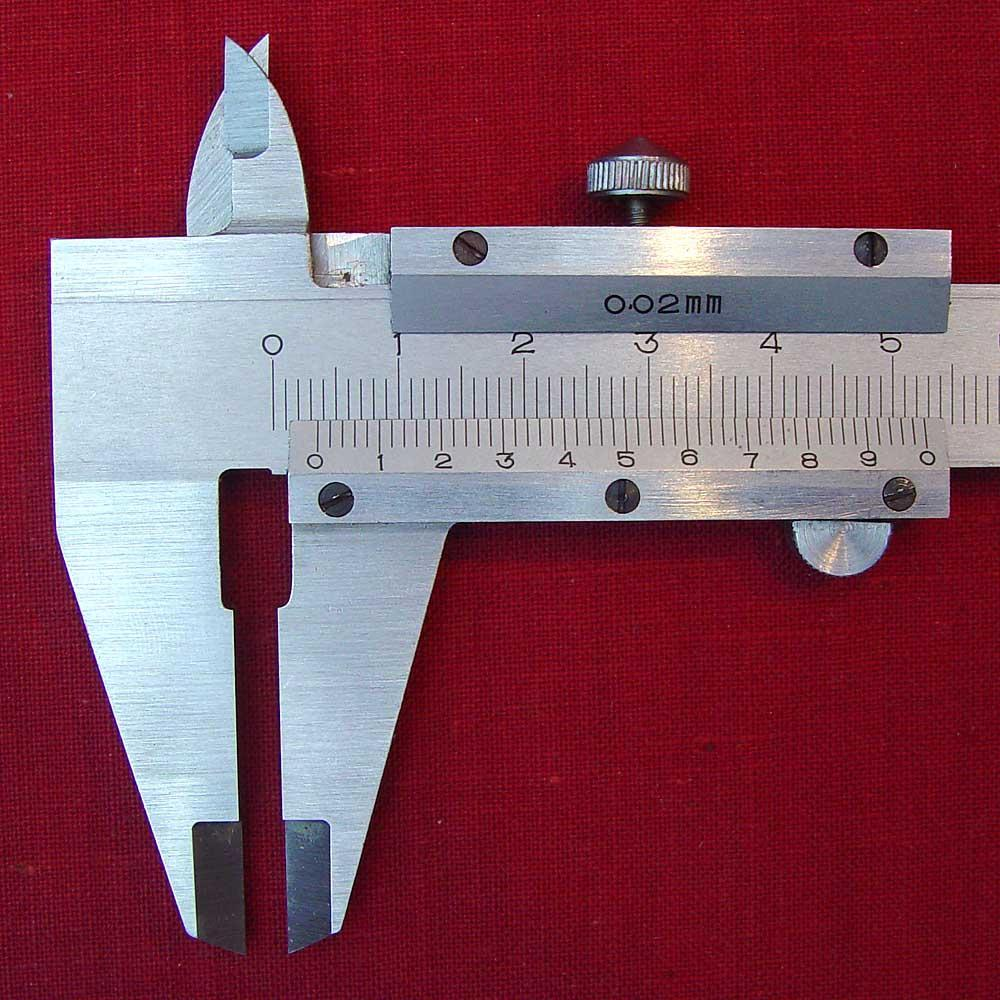
ノギス（精度0.02mm）

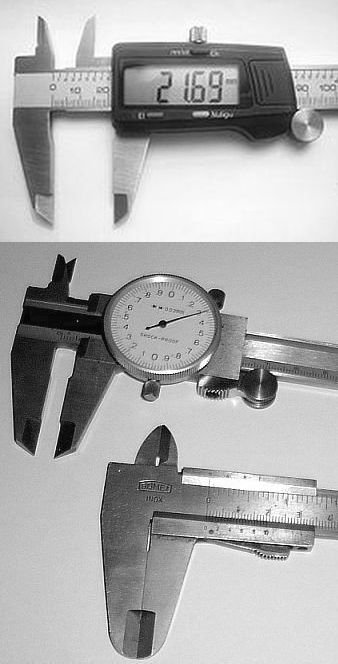
各種ノギス。上からデジタルノギス、ダイヤルノギス、ノギス（バーニヤノギス）

ノギスは、本尺とそれに沿ってスライドする副尺からなり、対象の厚さや径などを測定する測定器である。本尺・副尺には爪（ジョウ、クチバシなどとも呼ばれる）がついており、対象を外側から挟んだり、対象の内側に当てたりすることができる。
単に「ノギス」と言った場合は一般に、副尺にバーニヤ目盛を具えた工業用のものを指し（他の種類のものと特に区別する場合はバーニヤノギスと呼ばれる）、100分の5ミリメートル単位までの精密な長さの測定ができる。工業用のノギスは、日本産業規格 JIS B 7507 に規格が示されており、バーニヤノギスのほかに数値読み取り部分がダイヤル式のダイヤルノギスや、デジタル式のデジタルノギスなどの種類がある。現在ではデジタルノギスがその利便性によって普及している。
ホビー用途など、精度を要求されない場面ではバーニヤ目盛を持たないものも使用され、これらは「簡易ノギス」「ホビーノギス」といった名称で呼ばれる。

## 器具の名称
日本での一般的な名称ノギスは、精密な計測を可能にする目盛りを発明した16世紀ポルトガルの数学者ヌネシュのラテン語名に由来するノニウス（Nonius）が転訛したもので、日本にはドイツ語あるいはオランダ語経由で入ったとされる。後述（#歴史節）の通り欧米言語の nonius は目盛や副尺に関する名称で、器具全体を指す名称として定着した「ノギス」と直接対応しているわけではない。
ノギスは、英語ではキャリパー（米国: Calipers、英国: calliper。カリパス、カリパー、キャリパとも表記される）と呼ばれる器具の一種であり、バーニアキャリパー（英: Vernier caliper）、ダイヤルキャリパー（英: Dial caliper）、デジタルキャリパー（英: Digital caliper）などと表現される。ただし英語でキャリパーと呼ばれるものの中には、外パス（External caliper）や内パス（Internal caliper）、ディバイダ（Divider caliper）、マイクロメータ（Micrometer caliper/Spinning caliper）など、日本では「ノギス」の範疇に含まれないものもある。

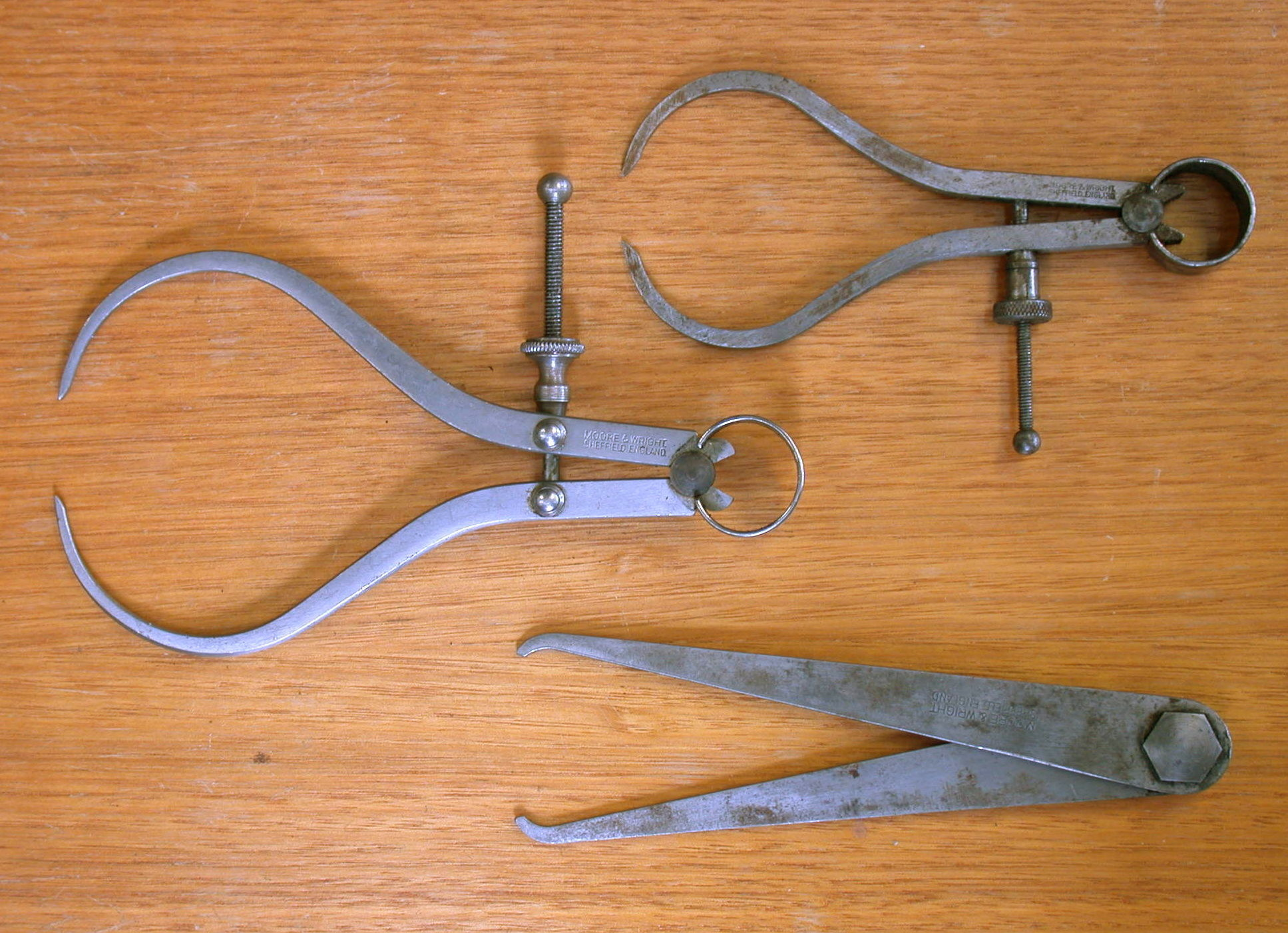
外パス
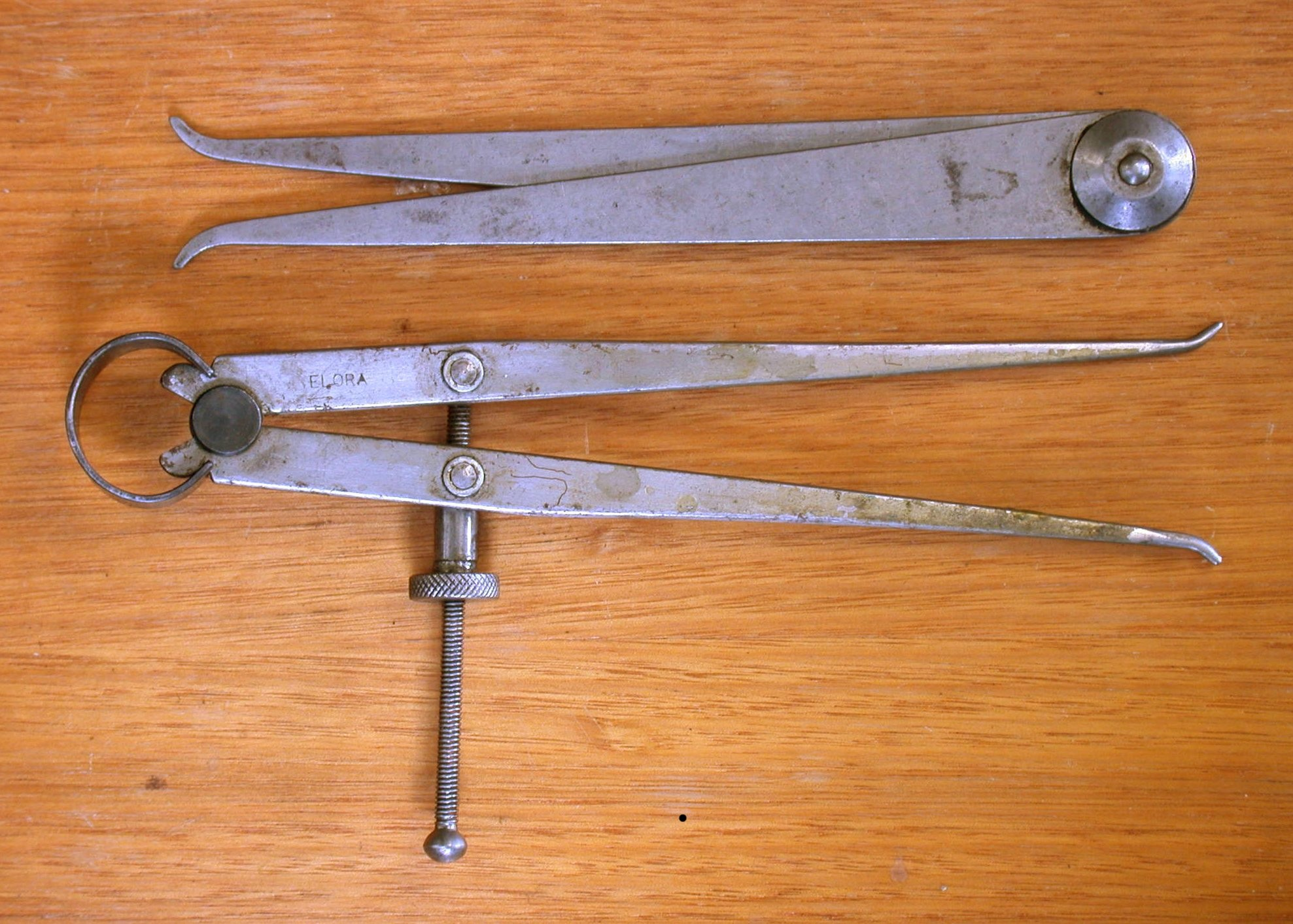
内パス
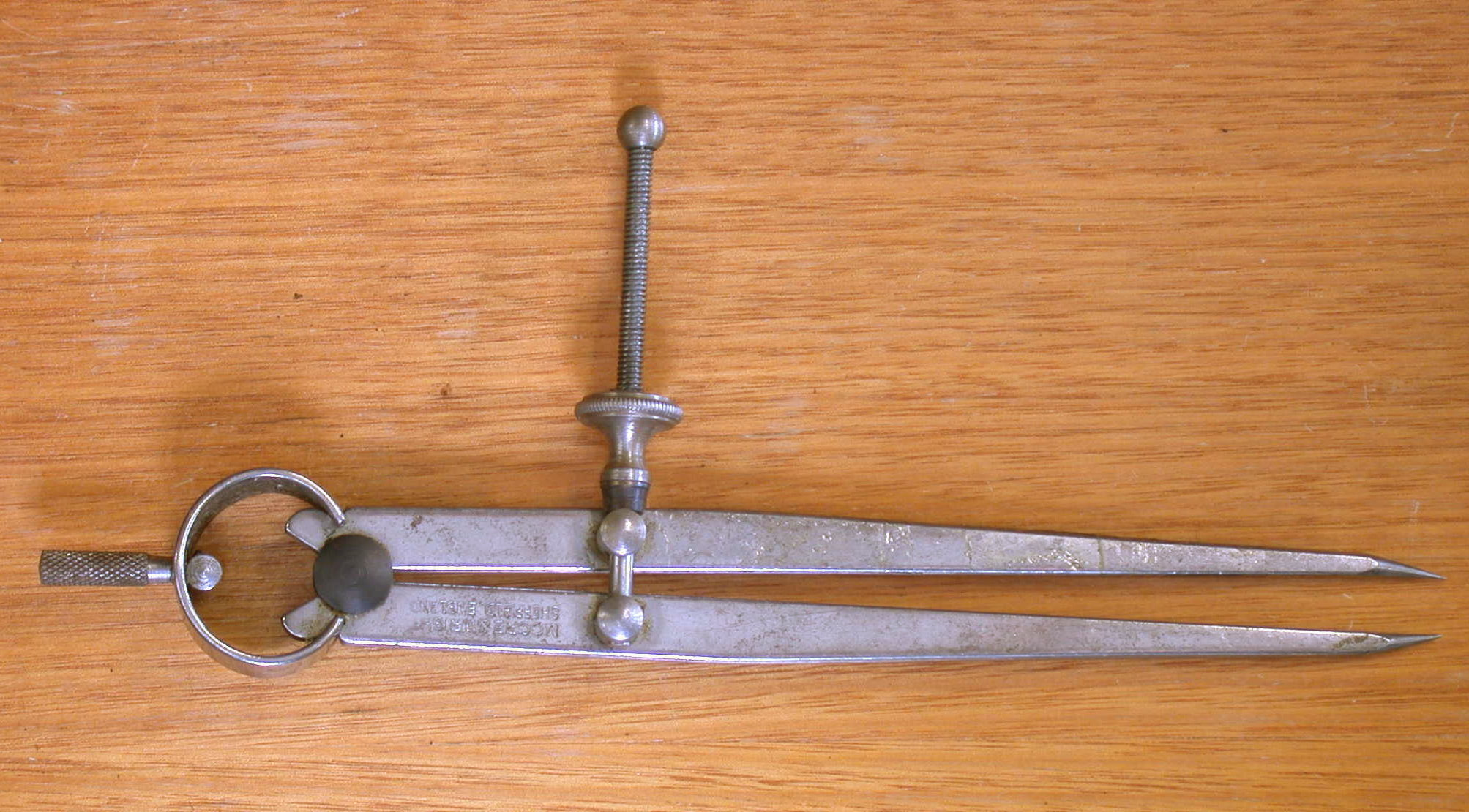
ディバイダ
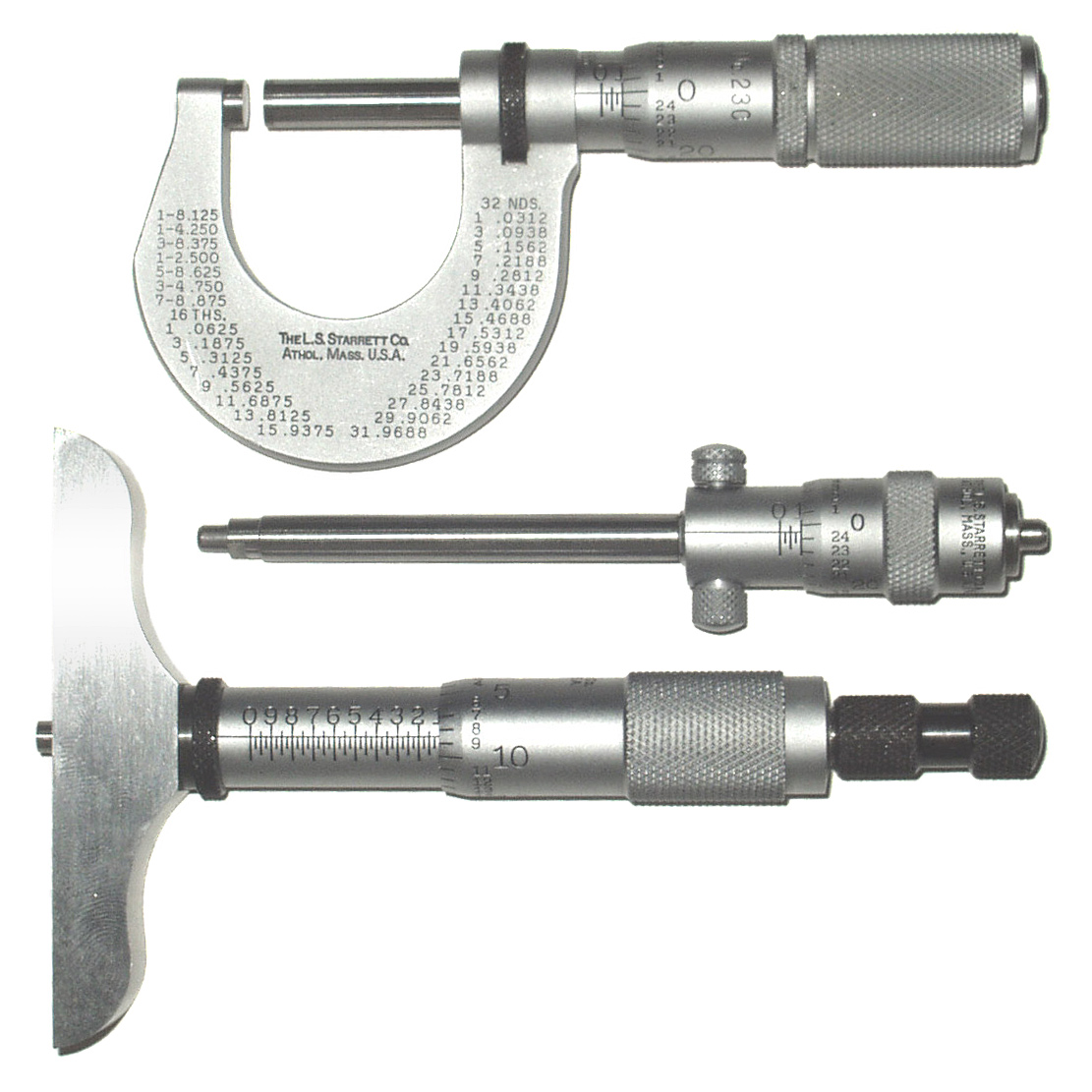
マイクロメータ各種

日本語表現として、対象を挟んで長さを測るものについて挟み尺の語があり、そのうち直尺に沿わせた遊標を滑らせて挟んで測るものについて滑り挟み尺の語がある。この語はバーニヤ目盛を持たない長さ計についても使用される。

## 各部の名称
1. ジョウ（外側測定面、外側用ジョウ）
2. クチバシ（内側測定面、内側用ジョウ）
3. デプスバー
4. 本尺目盛 (cm)
5. 本尺目盛 (inch)
6. 副尺目盛（バーニヤ目盛、cm）
7. 副尺目盛（バーニヤ目盛、inch）
8. 指かけ

ノギスの各部名称

ジョウで物の外側の長さを測定できるほか、クチバシで内径、デプスバーで深さ、そして段差測定もできる。段差測定は本尺とスライダの端面でも可能である。

## 構造・測定原理
基本的には測定対象を挟むためのスライド部分がついた定規と考えることができる。主尺の目盛を細かくするのには限度があるので、多くのノギスは読取り精度向上のために副尺（バーニヤ目盛）をもつ。
副尺には、主尺の4/5・9/10・19/20の間隔の目盛が用いられる。

これは、細かい目盛を直接読むことを、人間が高い精度で認識可能な直線のずれに巧妙に置き換えている。例えば、主尺が1mm幅の目盛のとき、副尺が0.9mm幅ならば0.1mm単位、0.95mm幅ならば0.05mm単位で測定できることになる。

### 用法

ノギスの用法（説明アニメーション）

右図を用いて説明する。右図のノギスは、精度0.1mm。本尺は1mm幅で、副尺は0.9mm幅で刻まれている。
1. ジョウ（副尺）をスライドさせて測定物に当てる。
2. ジョウの0の点と本尺目盛から、1mm (0.1cm) 未満を切り捨てた値を確定する（右図では2.4cm）。なお物差しとは異なり、ジョウの端と0の点を誤認しないように注意を要する。
3. 本尺目盛と副尺目盛が一直線上にある点を見つける（右図では副尺の目盛7）。
4. 副尺の「1」は0.1mm (0.01cm) を示している。
5. したがって「2.4cm + (7 × 0.01cm) = 2.47cm」であり、測定物の径は2.47cmであることがわかる。

このように、本尺と副尺の1目盛の差を利用して測定することによって、本尺の目盛を細かくしないで精度を高めることができる。

### ダイヤルノギス

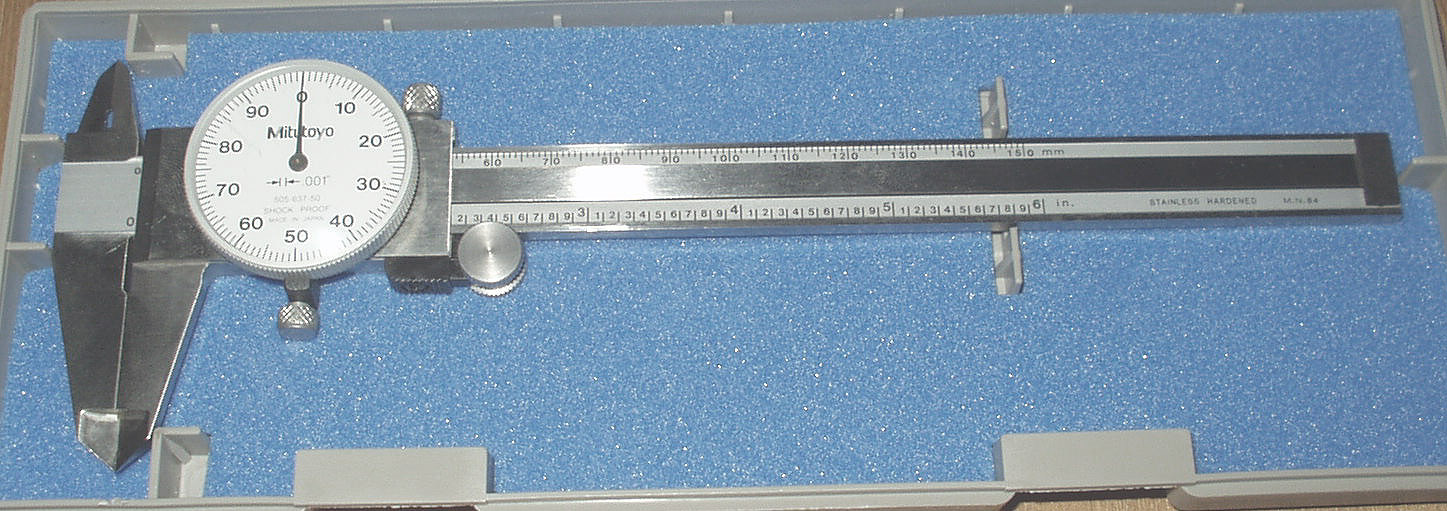
ミツトヨ製ダイヤルノギス

ダイヤルゲージと同様に測定する。読取り精度0.01mm以上のものは一般的にダイヤルノギスか後述のデジタルノギスしか存在しない。本尺に微小のラックを、ダイヤル裏にピニオンが付いており、ジョウの動きをダイヤルで読み取る仕組みである。また、前述のとおりラックを用いているので工作時に切り粉が入りやすく、一般的なノギスより注意が必要である。

### デジタルノギス

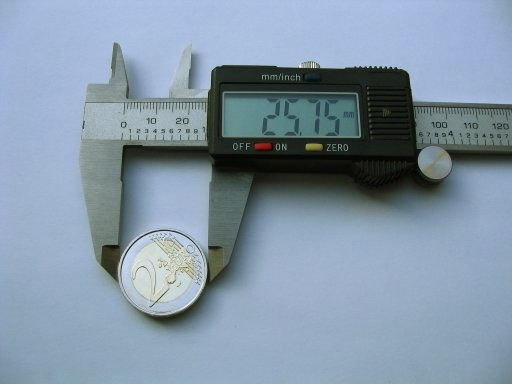
デジタルノギス

測定結果を数値で表示するノギス。表示部には主に7セグメントディスプレイが使用される。絶対位置を測定するもの（アブソリュート）と、パルスを積算して相対位置を求めるもの（インクリメンタル）に分けられる。
絶対位置を測定するものには静電容量式がある。これは、主尺と移動部に取り付けられた2電極間の静電容量が、重なっている電極の長さに比例することを利用する。誘電率が変化すると静電容量も変化するので、水・油・粉塵などが間に入ると正確な測定ができない。
インクリメンタル式には、光学式と磁気式のものがあり、どちらも主尺にエッチングや磁化によって微小な目盛を記録し、その目盛分を移動したことを検出することによって間接的に距離を求める。特に磁気式は汚れに強い。

## 歴史
本節では、バーニヤ目盛を持つものを「ノギス」とし、バーニヤ目盛を持たない「簡易ノギス」と呼ばれるものは「滑り挟み尺」とする。

### 「滑り挟み尺」の歴史

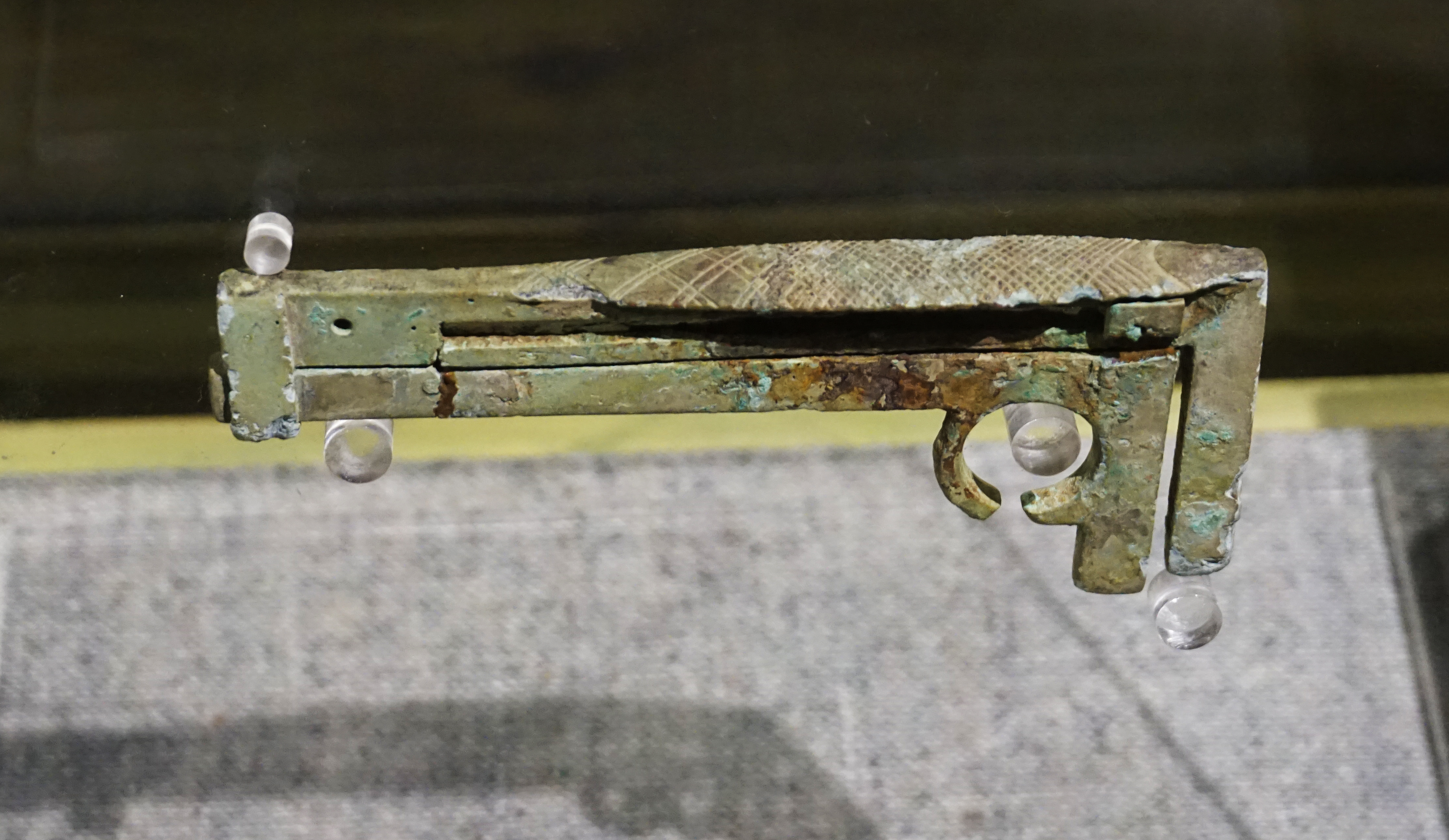
中国・後漢時代の墓（揚州市邗江区の甘泉山墓群）から出土した青銅製の滑り挟み尺（揚州博物館蔵）。

円形などのものの直径を挟んで測る器具（滑り挟み尺）として現存最古のものは中国のもので、新王朝を開いた王莽が紀元9年に作らせたものである。
ヨーロッパの博物館には19世紀の滑り挟み尺が所蔵されている。なお、ヨーロッパでは対象物を挟んで測る器具として、17世紀にねじ式のマイクロメータが出現している。

### 「ノニウス」と「バーニヤ」
日本語の「ノギス」は「ノニウス」に由来するとされるが、もともとその名は精密な計測のための目盛に関連する名称であった。
ポルトガルの数学者ペドロ・ヌネシュ（1502年-1578年、ラテン語表記ペトルス・ノニウス、Petrus Nonius）は、航海用の天体観測器具（アストロラーベ）での角度計測の精度を上げるため、目盛りの工夫を行った。精密な計測を可能とする目盛りは、改良が重ねられたあとも「ノニウス」という名で呼ばれた。
1631年、フランス人数学者ピエール・ヴェルニエ（Pierre Vernier、姓の英語読みのカナ表記例が「バーニヤ」「バーニア」）は、ブリュッセルで出版した数学書の中で、可動式の補助器具（副尺）を具えたバーニヤ目盛 (Vernier scale) の仕組みを発表した（なお、ヴェルニエがノギスという器具そのものを発明したと記述されることもあるが、疑わしい）。ヴェルニエ自身は、みずからの機構を「ノニウス」の完璧な改良と考えていたという。フランスでは18世紀にこの機構をヴェルニエの名で呼ぶようになった。
「副尺」または「一目を細かく分割して読む目盛り」を「ノニウス」(Nonius) と呼ぶことは、英語でも18世紀後半まで残っており、オランダ語の nonius（副尺）、スウェーデン語の nonieskala など、いくつかの言語では現代も残っている。

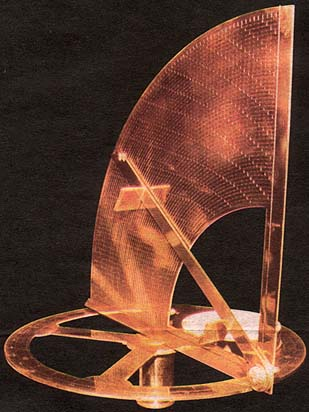
ノニウスの器具（復元）。航海用の器具で、精密な角度を計測できるように工夫した。
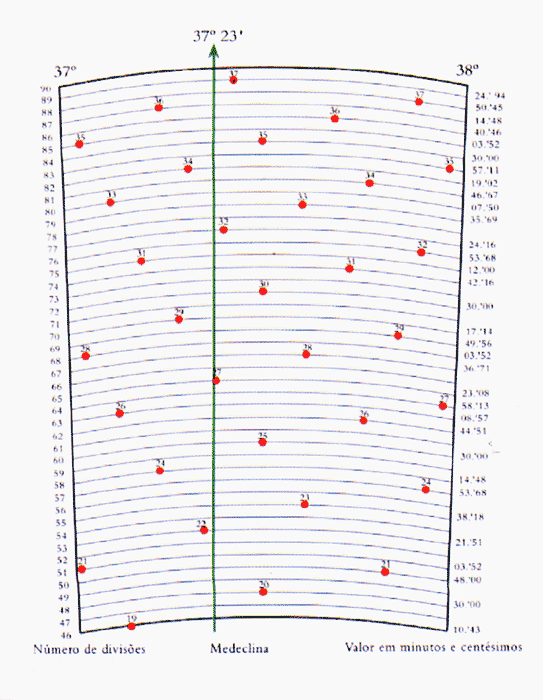
ノニウスの器具の読み取り例。複数の同心円上の目盛を読む。
ヴェルニエは副尺を導入し、ノニウス目盛を簡素なものにした。

### ノギスの出現
古い工業機器を収蔵しているヨーロッパの博物館（ロンドン科学博物館、パリ工芸技術博物館、ミュンヘンのドイツ科学技術博物館）にも、古い時期のノギスは所蔵されておらず、滑り挟み尺とバーニヤ目盛が結びついた経過についてははっきりしない。
日本の三重県四日市市にある博物館「秤乃館」には、フランス陸軍砲兵隊の工場で1840年頃に使われていたとされるバーニヤ目盛つきのノギスが収蔵されており、現存する世界最古のノギスという評価もある。
アメリカ合衆国のブラウン・シャープ社 (Brown & Sharpe) は、1851年に初のノギスを生産したとしている。

### 日本での歴史
日本においてノギスがどのように使用され始めたかははっきりしない。日本でノギスを制作した先駆的な事例が江戸時代幕末期にあるが、工具としてノギスが広く使われるようになったのは大正期からされる。
幕末期、江戸幕府が近代造船所として横須賀製鉄所・長崎製鉄所を設けて西洋の機械工作法を習得した時期に、ノギスも日本に入って来たと考えられる。横須賀製鉄所ではフランス人技師、長崎製鉄所ではオランダ人技師が指導に当たっており、オランダ語で副尺を意味する nonius が「ノニス」を経て「ノギス」へと転訛した可能性が考えられる。
福井藩主松平春嶽の命によって、大野弥三郎規周が制作した「玉尺」（福井市立郷土歴史博物館所蔵）が日本国産初のノギスとされており、制作年代は1855年から1861年にかけての時期という推定がある。バーニヤ目盛の理論は1783年に翻訳された『象限儀用法』で日本に紹介され、バーニヤ目盛付きの八分儀も幕府に献上されていたとされる。大野家は江戸幕府御用時計師で、父の大野規行にはダイヤゴナル目盛付きの滑り挟み尺を制作した実績がある。
確認できる最も古い使用記録は、1903年に東京高等工業学校（現在の東京工業大学）に招聘されたW.C.A.フランシス教授が持参した測定器具の中にノギスがあったことという。日本でノギスが工業的に本格的に使用されるようになったのは大正初期からで、イギリスから並型ノギスが輸入されてからという。日本国内でも製造がおこなわれるようにはなったが、1930年代までは輸入品がもっぱら国内需要に応じていた。
日本ではノギスは物差し（直尺）の一種として扱われていたが、1945年1月1日より度量衡法の上で、直尺からノギスが独立して扱われることとなった。
段差測定をノギスの機能に追加したのは、日本の測定器具メーカーであるミツトヨであり、同社が特許を取得している。ミツトヨのノギスの国内シェアは90%以上である。

## 国内メーカー
- トラスコ中山
- 京都機械工具
- ミツトヨ
- 中村製作所 - Kanonブランドで販売
- 新潟精機
- エー・アンド・デイ
- シンワ測定
- 松井精密株式会社